# Asmate flavularia
Asmate flavularia är en fjärilsart som beskrevs av Rudolf Püngeler 1902. Asmate flavularia ingår i släktet Asmate och familjen mätare. Inga underarter finns listade i Catalogue of Life.